# Acronictinae
Die Acronictinae sind eine Unterfamilie der Schmetterlinge aus der Familie der Eulenfalter (Noctuidae). Sie umfasst derzeit über 400 Arten, die nahezu weltweit in allen Klimazonen und botanischen Zonen verbreitet sind.

## Merkmale
Die Falter sind klein bis mittelgroß und robust gebaut. Die Vorderflügel sind in der Grundfarbe meist grau. Ein tornaler Strich ist meist sehr deutlich ausgeprägt. Die Äderung der Hinterflügel ist trifin, jedoch mit auslaufender M2 oder auch sehr deutlich ausgebildeter M2.
Die Antennen sind bei beiden Geschlechtern meist filiform, gelegentlich bei Männchen auch ziliat. Die Augen sind glatt ohne Wimpern. Die Beine weisen keine Dornen an den Tibia auf. Die Bullae des Tympanalorgans sind seitlich über die gesamte Länge verschmolzen. Dazu kommen noch einige charakteristische Merkmale im männlichen und weiblichen Genitalapparat.
Die Raupen sind meist kräftig gefärbt, sie sind oft mit Büscheln von haar-artigen Borsten versehen. Das Segment 7 ist bei den Eiraupen gewöhnlich verengt und heller gefärbt. Der Kremaster ist mit zahlreichen Borsten von gleicher Länge und Form besetzt.

## Geographische Verbreitung und Lebensraum
Die Vertreter der Acronictinae sind weltweit verbreitet und kommen nahezu in allen klimatischen Zonen (inkl. der Arktis) und nahezu allen biogeographischen Regionen vor.

## Lebensweise
Die Raupen fressen an Pflanzen der meisten Pflanzenfamilien. Insgesamt scheinen jedoch Bäume und Büsche bevorzugt zu werden.

## Systematik
Die Unterfamilie beinhaltet derzeit über 400 Arten. Fünf Gattungen mit etwa 22 Arten kommen auch in Europa vor. Fibiger et al. (2009) beschränken die Unterfamilie auf die Gattung Acronicta und nächstverwandte Gattungen. Die folgende Zusammenstellung beruht auf der Datenbank „Butterflies and Moths of the World – Generic Names and their Type-species“ des Natural History Museum London. Viele der aufgeführten Gattungen sind wenig bekannt
| - Acronicta Ochsenheimer 1816 (mit den Untergattungen Acronicta (Acronicta) Ochsenheimer, 1816, Acronicta (Jocheaera) Hübner, 1820, Acronicta (Triaena) Hübner, 1818, Acronicta (Hyboma) Hübner, 1820, Acronicta (Viminia) Chapman, 1890, Acronicta (Subacronicta) Kozhanchikov, 1950) - Ahorn-Rindeneule (Acronicta aceris) - Erlen-Rindeneule (Acronicta alni) - Goldhaar-Rindeneule (Acronicta auricoma) - Sandheiden-Rindeneule (Acronicta cinerea) - Erlen-Pfeileule (Acronicta cuspis) - Wolfsmilch-Rindeneule (Acronicta euphorbiae) - Woll-Rindeneule (Acronicta leporina) - Großkopf-Rindeneule (Acronicta megacephala) - Heidemoor-Rindeneule (Acronicta menyanthidis) - Pfeileule (Arconicta psi) - Ampfer-Rindeneule (Acronicta rumicis) - Striemen-Rindeneule (Acronicta strigosa) - Dreizack-Pfeileule (Acronicta tridens) - Agrotisia Hampson, 1908 - Agriopodes Hampson, 1908 - Akoniodes Matsumura, 1929 - Aleptina Dyar, 1902 - Aleptinoides Barnes & McDunnough, 1912 - Alika Strand, 1920 - Alpesa Walker, 1858 - Amefrontia Hampson, 1899 - Amiana Dyar, 1904 - Amolita Grote in Boisduval & Guenée, 1874 - Amphia Guenée in Boisduval & Guenée, 1852 - Amphidrina Staudinger, 1891 - Amphilita Hampson, 1908 - Amphipoea Billberg, 1820 - Anamecia Boursin, 1958 - Anathetis Janse, 1938 - Ancara Walker, 1858 - Andobana Viette, 1965 - Androlymnia Hampson, 1908 - Andropolia Grote, 1895 - Anedhella Viette, 1965 - Anereuthinula Strand, 1920 - Annaphila Grote, 1873 - Anorthodes Smith, 1891 - Antachara Walker, 1858 - Antha Staudinger, 1892 - Anthracia Hübner, 1823 - Anycteola Barnes & Benjamin, 1929 - Apaustis Hübner, 1823 - Apocalymnia Hampson, 1908 - Apsaranycta Hampson, 1914 - Apsarasa Moore, 1867 - Araea Hampson, 1908 - Arboricornus Hampson, 1894 - Archanara Walker, 1866 - Zweipunkt-Schilfeule (Archanara geminipunctata) - Arcilasisa Walker, 1865 - Arctomyscis Hübner, 1820 - Arenostola Hampson, 1908 - Argyrhoda Hampson, 1908 - Argyrospila Herrich-Schäffer, 1851 | - Argyrosticta Hübner, 1821 - Ariathisa Walker, 1865 - Aseptis McDunnough, 1937 - Athetis Hübner, 1821 - Atrachea Warren, 1911 - Atrephes Jones, 1908 - Atypha Hübner, 1821 - Aucha Walker, 1858 - Auchecranon Berio, 1979 - Auchmis Hübner, 1821 - Austrazenia Warren, 1913 - Axenus Grote, 1873 - Azenia Grote, 1882 - Bistica Dyar, 1912 - Bryophilina Staudinger, 1892 - Calymniodes Dognin, 1907 - Chalcoecia Hampson, 1908 - Chytonidia Schaus, 1914 - Comachara Franclemont, 1939 - Conicophoria Matsumura, 1929 - Craniophora Snellen, 1867 - Liguster-Rindeneule (Craniophora ligustri) - Craniophora pontica (Staudinger, 1879) - Diphtherocome Warren, 1907 - Eogena Guenee. 1852 - Eogena contaminei (Eversmann. 1847) - Eremobina McDunnough, 1937 - Gerbathodes Warren, 1911 - Gryphadena Kuznetzov, 1908 - Harrismemna Grote, 1873 - Hylonycta Sugi, 1979 - Libyphaenis Hampson, 1918 - Licha Walker, 1859 - Lophonycta Sugi, 1970 - Lucasidia Boursin, 1936 - Madeuplexia Viette, 1960 - Merolonche Grote, 1882 - Molybdonycta Sugi, 1979 - Moma Hübner, 1820 - Seladoneule (Moma alpium) - Nacna Fletcher, 1961 - Narcotica Sugi, 1982 - Oxicesta Hübner, 1819 - Oxicesta geographica (Fabricius, 1787) - Oxicesta chamoenices (Herrich-Schäffer, 1852) - Oxicesta serratae Zerny, 1927 - Polygrammate Hübner, 1818 - Simyra Ochsenheimer, 1816 - Simyra nervosa (Schrägflügel-Striemeneule) - Simyra albovenosa (Goeze, 1781) - Simyra dentinosa Freyer, 1838 - Subleuconycta Kozhanchikov, 1950 - Thalatha Walker, 1862 - Thalathoides Holloway, 1989 - Uniramodes Berio, 1976 |